# Вогнівка яблунева
Молелистовійка яблунева, або міль-листокрутка плодова (Choreutis pariana Cl.) — вид лускокрилих комах родини хореутид (Choreutidae), поширених в Європі та Азії, зокрема в Україні, а також інтродукований до Північної Америки. Гусениці живляться на листі беріз, яблунь, глоду та споріднених дерев.

## Опис
Дрібний темно-сірий метелик, розмах крил — 10-12 міліметрів. Забарвлення крил дуже подібне до близьких видів роду, крила лише дещо більш буруваті, ніж у інших видів.
Гусениці жовто-зелені з блискучими крапками вздовж тіла і з світло-коричневою голівкою. Довжина дорослої гусениці 12-13 міліметрів.
Лялечка заплетена в тришаровий шовковий кокон.

## Спосіб життя
Гусениці трапляються поодиноко на листі берези, яблуні, груші, глоду, горобини тощо. Вони заплітають листя павутиною та скелетують його з верхнього боку. Вони дуже рухливі, потривожені, швидко залишають павутинні гнізда і спускаються по павутинні. В Україні зазвичай розвивається два покоління, які в серпні — вересні часом пошкоджують усе листя на дереві викликаючи його передчасне засихання та опадання. У Великій Британії розвивається два покоління метеликів - у липні та вересні. За сприятливих умов може розвиватися й 3 покоління. Зимують лялечки, проте іноді також зимує імаго другого покоління та може з'являтися ранньою весною.

## Ареал
Євразійський вид. Поширений у більшості країн Європи, окрім крайнього півдня. Звичайний вид у Великій Британії Також трапляється у Центральній Азії, в Південному Сибіру, на Далекому сході Росії, в Японії. У 1917 році поширився до Північної Америки, де трапляється в США у штатах на західному та східному океанічному узбережжі, а в Канаді по всій помірній зоні: Британська Колумбія, Онтаріо, Нью-Брансвік, Нова Скотія, Острів Принца Едварда, Ньюфаундленд і Лабрадор. 2021 року вперше виявлений у Південній Кореї.

## Економічне значення
Вид не вважається важливим шкідником, лише іноді локально трапляються спалахи розмноження гусениць, які можуть масово скелетувати листя яблунь чи інше плодових дерев у молодих садах наприкінці літа. У 1917 році був відмічений масовий спалах виду в яблуневих садах штату Нью-Йорк, але пізніше подібні спалахи не повторювалися.